# He Zizhen
He Zizhen (Setembro de 1910 - 19 de abril de 1984) foi a terceira esposa de Mao Tse Tung de maio 1930 a 1937.

## Vida
He Zizhen nasceu em Yunshan, Jiangxi, durante a Dinastia Qing, e juntou-se à Liga da Juventude Comunista da China em 1925. Ela se formou pela Escola das Meninas de Yongxin e aderiu ao Partido Comunista da China em 1926. Zizhen foi apresentada a Mao Tse-tung em Jinggangshan por Yuan Wencai, um colega de seu irmão mais velho, na primavera de 1928. Uma especialista em guerrilha e hábil combatente, He Zizhen era também uma excelente atiradora que ganhou o apelido de "General menina de duas balas".
Em 1937, viajou à União Soviética para tratar um ferimento sofrido no início de batalha, frequentando depois a Universidade de Moscou Oriental. [carece de fontes?]
He Zizhen teve três filhas e três filhos com Mao Tse Tung, mas com exceção de sua filha, Li Min, todos eles morreram jovens ou foram separados da família.
Acompanhante de Mao em todas as vicissitudes das forças comunistas na década de 1930, é uma cópia militante (que irá participar, incluindo da Grande Marcha).
Mao repudia-a[carece de fontes?] em 1937, em favor de Jiang Qing (que se tornou sua quarta e última esposa).
Ela mudou-se para Xangai em 1949. E ficará internada em um hospital psiquiátrico durante quase 40 anos.